# Підручник для закладу вищої освіти
Підручник для закладу вищої освіти — навчальне видання для студентів із систематизованим викладом навчальної дисципліни (її розділу, частини), що відповідає навчальній програмі та затверджене в установленому порядку, є основою методичного забезпечення навчальної дисципліни в кредитно-модульній системі організації освітнього процесу. Навколо нього формується інше методичне забезпечення. Європейська практика розрізняє підручники, орієнтовані на: початковий рівень (1-2 роки навчання); середній рівень (3-4 роки навчання); вищий рівень (магістерська підготовка). Узагальнення європейського досвіду свідчить про те, що розділ, який охоплює одну тему підручника, повинен мати такий вигляд: назва розділу; короткий опис його ідеї; мета вивчення розділу; вступ до розділу; текстова частина; висновки та узагальнення; перелік запитань гарантованого рівня знань; завдання; контрольні тести; список рекомендованої літератури (основної та додаткової). Обсяг підручника обмежений і залежить від кількості кредитів (годин), визначених навчальним планом на вивчення дисципліни. Зазвичай — це 90-100 друкованих аркушів на один кредит. 

## Структура навчальної книги
Структура підручників та навчальних посібників для вищої освіти містить: таблицю змісту (перелік розділів); вступ (або передмову); основний текст; контрольні питання, тести для самоконтролю; обов'язкові та додаткові завдання, приклади; довідково-інформаційні дані для розв'язання задач (таблиці, схеми тощо); апарат для орієнтації в матеріалах книги (предметний, іменний покажчики).
Зміст (перелік розділів) — найважливіший елемент довідково-супровідного апарату видання, який не тільки дозволяє читачеві легко і швидко знайти потрібний матеріал, але й дає йому загальне уявлення про тематичний зміст книги, її структуру та проблематику, тобто дозволяє попередньо ознайомитися з книгою. До змісту, як правило, необхідно включати всі заголовки рукопису, за винятком підзаголовків, розташованих у підбір з текстом. Позначення ступенів прийнятої рубрикації («частина», «розділ», «параграф» та їхні порядкові номери) пишуться в один рядок з відповідними заголовками і відділяються від них крапкою. Всі заголовки у змісті починаються з прописної літери без крапки на кінці. Останнє слово кожного заголовка з'єднують крапками з відповідним номером сторінки у правому стовпчику змісту.
Вступ (передмова) у навчальній книзі повинен відповідати таким основним вимогам: характеризувати роль та значення навчальної дисципліни (виду занять) у підготовці фахівця, показувати місце курсу (його частин) серед інших дисциплін, містити формулювання основних завдань, що стоять перед студентом при вивченні навчальної дисципліни, пояснювати принцип побудови підручника чи посібника. Обсяг вступу (передмови) — 0,1-0,2 авторських аркушів. Вступна частина підручника має бути ретельно структурована і відображати зміст усієї навчальної дисципліни, модулів, тем, а також зв'язки між ними. Матеріал цієї частини визначає зміст, обсяг і вимоги до вивчення навчальної дисципліни, послідовність, організаційні форми її вивчення та їх обсяг. Матеріал може бути у формі робочої програми навчальної дисципліни, методичних рекомендацій.

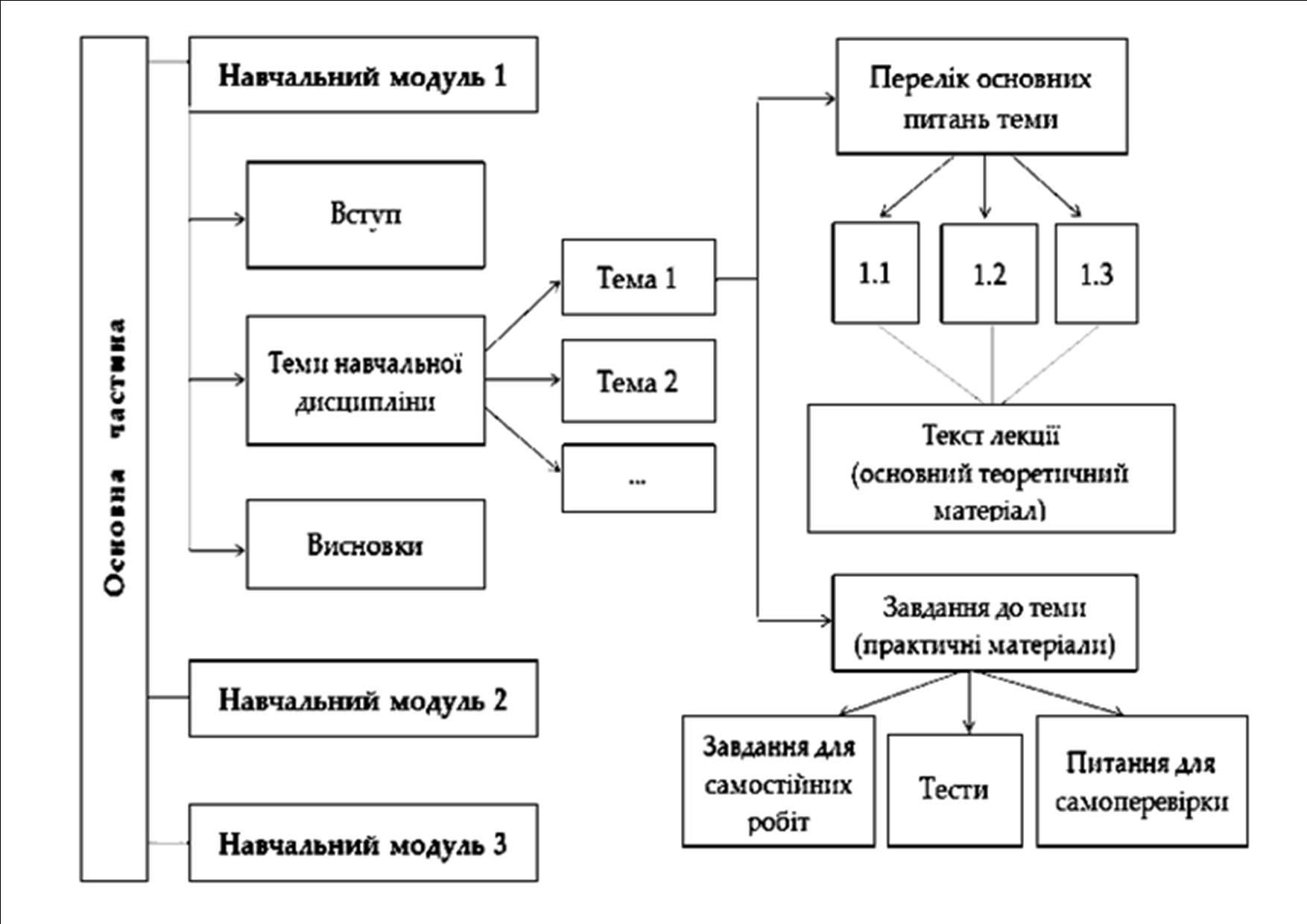

Основний текст підручника (навчального посібника) — це дидактично та методично оброблений і систематизований автором навчальний матеріал. В основній частині підручника викладаються теоретичні положення певної навчальної дисципліни. Подається наукове пояснення досліджуваним явищам, розкриваються істотні зв'язки й закономірності, наводяться доведення основних положень. Структура основного тексту складається з навчальних модулів, які, у свою чергу, містять кілька тем та завдання. Навчальні модулі, теми складаються з кількох основних питань, мінімальних за обсягом, але завершених за змістом. Складається також перелік питань, необхідних і достатніх для оволодіння навчальним матеріалом.
Додаткова частина підручника — це факультативний текст, необхідний для більш глибокого і повного вивчення матеріалу. Додатковий текст подає студентові наукову та довідково-енциклопедичну інформацію і тим самим дає змогу розширити межі програми вивчення дисципліни. Завдання з теми активізують та спрямовують пізнавальну діяльність студентів на опанування дисципліни та формують у студента необхідні практичні вміння та навики. Можливості сучасного підручника дають змогу передбачити різні завдання: контрольні питання, задачі, тести, завдання для самостійної роботи.
Додатки є важливим засобом збагачення змісту навчальної книги. У вигляді додатків доцільно давати різні матеріали, що доповнюють або ілюструють основний текст. Додатки за своїм характером і змістом повинні стосуватися всієї книги в цілому або її окремих частин, а не окремих часткових питань.'
Бібліографічний опис. У підручниках (навчальних посібниках) мають бути наведені джерела, з яких отримано фактичний матеріал, що вказуються у відповідних посиланнях та у бібліографічному списку. Необхідно також подати основну та додаткову рекомендовану літературу для поглибленого вивчення курсу. Список використаної літератури (або «Бібліографічний список») розміщують у кінці текстового матеріалу (перед додатками) .

Структура основного тексту підручника (із кн. Артьомов І. В. Навчальна книга: організація і методика створення: посібник / Артьомов І. В., Ващук О. М. — Ужгород: ЗакДУ, 2012. — 238 с.)

## Сучасні вимоги до методичного апарату
Під час створення підручника необхідно орієнтувати студента на активну пізнавальну діяльність, самостійну творчу працю та вміння розв'язувати задачі. Засвоєння запропонованого обсягу навчальних матеріалів передбачає успішне проходження курсу і позитивну оцінку, засвоєння додаткових матеріалів — якісну оцінку. Питання та завдання (для самоперевірки та контролю засвоєння знань) у навчальній книзі дозволяють забезпечити більш ефективне опрацювання студентом навчального матеріалу у процесі самостійної роботи. Такі контрольні питання та завдання, що розміщуються наприкінці кожної структурної частини книги (розділу, параграфа), мають сприяти формуванню практичних умінь і навичок логічного мислення. Необхідно пам'ятати, що методично правильно поставлені запитання та завдання є запорукою того, що процес засвоєння знань у ході самостійної роботи з книгою приведе до їх практичного застосування. У ході виконання контрольних завдань бажано передбачити використання комп'ютерної техніки, аудіовізуальних засобів навчання, забезпечити умови обов'язкового використання нормативної та довідкової літератури. 
Ілюстрації у підручнику. Можна сформулювати такі загальні рекомендації авторам щодо ілюстрування навчальних книг: ілюстрації мають використовуватися тільки у тих випадках, коли вони розкривають, пояснюють або доповнюють інформацію, що міститься у книзі. Наявність їх дозволяє авторам передати більш чітко, точно та образно програмний матеріал, що викладається; вигляд ілюстрацій має відповідати ступеневі підготовленості студентів. 
Див. також: Підручник, Навчальний посібник.